# Chonelasma ijimai
Chonelasma ijimai är en svampdjursart som beskrevs av Topsent 1901. Chonelasma ijimai ingår i släktet Chonelasma och familjen Euretidae. Inga underarter finns listade i Catalogue of Life.